# Amnesia: The Dark Descent
Amnesia: The Dark Descent (que no debe ser confundido con Thomas M. Disch's Amnesia) es un videojuego de terror y supervivencia con toques de ciencia ficción y aventura desarrollado y lanzado exclusivamente para PC en 2010 y relanzado en 2018 en un recopilatorio llamado Amnesia Collection (que también incluye a Amnesia: A Machine For Pigs) para PlayStation 4 y Xbox One. El título fue creado y desarrollado por Frictional Games, autores anteriormente de la serie Penumbra.

## Estilo de juego
De manera similar a los anteriores juegos desarrollados por la compañía, Amnesia es un juego de aventura basado en la exploración y con una perspectiva en primera persona. El jugador no tiene acceso a armas, y debe utilizar su ingenio para evitar las truculentas criaturas que habitan el castillo de Brennenburg o bien esconderse de ellos. El juego además mantiene la interacción física con objetos utilizada en Penumbra, permitiendo puzles físicos avanzados como apertura de puertas y arreglos de maquinaria.
Debido a esto, el jugador debe utilizar su ingenio para escapar y ocultarse de los monstruos hasta que pasen de largo. Se recomienda utilizar la oscuridad para ocultarse.
Existen cuatro tipos de criaturas, o enemigos: Los siervos gruñidores, los primeros en aparecer; los siervos brutos, parecidos a los anteriores, pero con partes metálicas en su cuerpo y son más fuertes y peligrosos; los kaernk, son criaturas invisibles que habitan en el agua y se les visualiza al moverse en ella; y la Sombra, el cual persigue a Daniel durante unas zonas específicas del juego. Los tejidos rojos revelan su anterior presencia por el lugar.
Aparte de la barra de salud del jugador existe un indicador de la cordura del personaje. Si permanece en la oscuridad demasiado, presencia acontecimientos perturbadores u observa a los monstruos demasiado tiempo su nivel de cordura se reducirá. A medida que la cordura decrezca, el jugador experimentará alucinaciones audiovisuales que provocarán que los monstruos lo detecten con mayor facilidad. El jugador puede detener la pérdida de cordura utilizando encendedores para encender velas y otras fuentes de luz, así como mediante el uso de un farol que encuentra al principio del juego. Pero tanto el número de encendedores como el aceite del farol son limitados y no pueden ser utilizados indefinidamente, además al encenderlos la luz facilita a los enemigos la localización del protagonista. Esto fuerza al jugador a encontrar un equilibrio entre el tiempo que pasa en zonas de luz y de oscuridad. En cualquier caso, el nivel de cordura se restaura al completar objetivos y al avanzar en la historia del juego.

## Argumento
El juego sitúa al jugador en el papel de Daniel, que despierta en un oscuro castillo sin apenas recuerdos de quién es y su pasado. Todo lo que puede recordar es su nombre, su origen londinense y que algo está persiguiéndolo. Al encontrar una nota escrita por sí mismo que le insistía a descender a la parte inferior del castillo y matar a su enemigo, decide comenzar el descenso. A partir de hojas de su propio diario, que se encuentran esparcidas a lo largo del juego, Daniel va recobrando su memoria y redescubriendo su identidad y su historia.
La trama del juego está inspirada en parte en el escritor H.P. Lovecraft. Esto tiene sentido considerando los frecuentes homenajes que los desarrolladores hacen a H.P. Lovecraft de sus trabajos. Incluso el motor que utilizan todos los videojuegos de Frictional Games, el HPL Engine, contiene las siglas de dicho autor. Esto parece encontrar respaldo al adivinar que los nombres de dos de los principales personajes del videojuego anterior de Frictional Games, la serie "Penumbra", son Howard y Philip, lo que encaja con los nombres de H.P. Lovecraft.

## Personajes

### Principal

#### Daniel
Es el protagonista. El jugador lo controla a medida que progresa a lo largo del Castillo de Brennenburg. Daniel sufre de amnesia y no recuerda quién es ni cómo se metió en el Castillo de Brennenburg, va recordando poco a poco su pasado con las páginas de su diario y notas que se encuentra a lo largo de la historia.
Gran parte del pasado de Daniel es desconocido, pero varias entradas de su diario ofrecen algunas ideas al respecto. Se sabe que vivió en Mayfair, Londres, y tenía una hermana llamada Hazel a la cual cuidó profundamente ya que estaba muy enferma. Otra posible pieza de información es una pantalla de carga en el inicio del juego que consiste en que Daniel recibió una patada en el estómago cuando era un niño por su padre, mientras que Hazel observa en silencio en un rincón. Se sabe que su padre y un compañero de clase lo maltrataron.
La infancia del niño también se le hizo miserable por culpa de Henry Bedloe, un matón de la escuela que lleva la amargura de su propia madre abusiva. Cansados de ser atormentados constantemente, Daniel se enfrentó a Henry, golpeándolo con una piedra. El padre de Daniel le castigó severamente por lo que hizo.
Con el tiempo Daniel desarrolló nictofobia, un miedo intenso de la oscuridad. Sin embargo esto no era porque Daniel tuviera miedo a la ausencia de luz en sí, sino porque temía la posibilidad de quedarse atrapado para siempre en la oscuridad, sin esperanza de escapar.
Más tarde en la vida, el joven se convirtió finalmente en un arqueólogo, bajo el empleo del Museo Británico, Great Russell Street, en Londres. Daniel se involucró en sus primeras excavaciones en el extranjero para ampliar la colección del museo en historia y cultura humanas.
Entre sus actividades, Daniel participó como miembro de una expedición arqueológica en Argelia. Allí, la expedición descubrió una tumba antigua, en la cual quedó atrapado al poco de entrar debido al colapso de la puerta. Al verse atrapado y no poder retroceder se vio obligado a adentrarse en el lugar hasta encontrar un misterioso orbe.
Una hora más tarde fue liberado de la tumba y posteriormente fue enviado de regreso a Inglaterra en contra de su voluntad por Herbert, el líder de la expedición. Allí, Daniel comenzó a buscar los orígenes del orbe y se dio cuenta de que las piezas que lo conformaban cambiaban de color y forma. Aterrorizado, Daniel fue a ver a Sir William Smith, un geólogo, para buscar una explicación. Éste le contó acerca de la naturaleza de los sólidos amorfos como el vidrio que finalmente se derrumba sobre sí mismo.
Pocos días después, Daniel descubre que la expedición de la que había regresado terminó en desastre. No había rastro de Herbert y sus hombres, excepto un único superviviente que dio la alarma y que resultó gravemente herido y quien contó que el campamento había sido atacado por algo terrible. 
Dos noches más tarde, después de un sueño intenso, Daniel logra reunir el Orbe y visitó la universidad del profesor Herbert con el fin de obtener más información del Objeto. El profesor Taylor le dijo que el orbe fue la inspiración para parte de la simbología romana.
Los orbes se habían creado inicialmente por los sacerdotes. Al salir, Daniel se entera de que el geólogo, Sir William Smith, fue encontrado muerto. Mientras Daniel se vuelve más y más implacable en su búsqueda de la información, se encuentra una libreta de direcciones de Herbert a quien había enviado cartas. Aunque la mayoría de las cartas parecen ir a callejones sin salida, una carta es respondida por un tal Alexander de Brennenburg, quien invita a Daniel a un castillo en Prusia para ofrecerle protección. La carta le proporciona a Daniel más angustia y se ve obligado a ver a un médico, doctor Tate, a causa de los sueños horribles que atormentan sus noches.
Después de tres días Daniel se entera de que el profesor Taylor y el doctor Tate compartieron el horrible destino de Sir William Smith, el geólogo. Se hizo evidente que estaba siendo seguido por una fuerza desconocida, que lo había perseguido desde la expedición y fue la causa de tantas noches de insomnio. Angustiado por su propia vida y por sentirse responsable de la muerte de las personas que conoció, Daniel se dio cuenta de que aceptar la misteriosa invitación del barón era lo único que podía ayudarle. Por ello viaja a Prusia y llega al Castillo Brennenburg.
Cuando Daniel llegó al lugar, recibió una cálida bienvenida por parte de Alexander y sus siervos, quien lo acomoda en una habitación. El joven ingenuo es irremediablemente convencido por el barón, creyendo tontamente todo lo que dice sin pregunta o duda alguna. Cuando él y Alexander comenzaron a hablar del Orbe que tenía en su poder, Daniel le dijo a Alexander que quería deshacerse de él, Alexander le dijo que si lo hacía, la fuerza desconocida (ahora conocida como La Sombra) lo mataría de todos modos. Interesado con la información de Alexander sobre el Orbe, Daniel comenzó a preguntar más y más al barón, que tenía motivaciones ulteriores para la protección de Daniel. Finalmente, a Daniel le entró curiosidad sobre el castillo, y Alexander le mostró el Santuario Interior. Durante la visita, el anfitrión contó a Daniel que los prisioneros de las mazmorras se utilizaban para diversos rituales, y para extraer Energía Vital.
En el Santuario Interior, Alexander le pidió a Daniel que le mostrara el poder del Orbe. Daniel no sabía que Alexander estaba forzando la reliquia a ceder a su poder en lugar de realizar un "ritual de destierro" que supuestamente debía alejar al poder maligno que le acechaba. Sin embargo, La sombra se manifiesta en el Santuario ante los dos y casi los mata, pero en el último momento Alexander cubrió rápidamente el orbe con el paño y el antiguo terror desapareció. El barón dijo que la Sombra llegó antes de lo que pensaba, y temiendo por su vida, Daniel le dijo a Alexander que él haría lo que fuera necesario para sobrevivir. Sin darse cuenta, Daniel entregó su vida a manos del barón.
Alexander era originalmente un ser de otra dimensión, como el mismo lo dice en varios flashbacks del juego: Provenía de un mundo de avanzada tecnología e indescifrable geometría quien desapareció un día y terminó habitando en la tierra como un mortal. Agobiado por no poder regresar a su mundo, Alexander tomó el título de Barón y se instaló en el destartalado castillo de Brennenburg en donde empezó a aplicar lo que aprendió en su lugar de origen para construir las trampas y los mecanismos vistos en el juego. Considerándose así mismo "victima de las circunstancias" Alexander empezó a secuestrar personas y animales para extraer una sustancia conocida como energía vital por medio de la tortura física y emocional para utilizarla en dos propósitos determinados: usarla en sí mismo para limitar los efectos de la vejez y continuar buscando una manera de volver a su mundo y usarla para abrir un portal que lo llevara a su mundo lo cual fracasó.
El barón comenzó a enseñarle a Daniel métodos de como extraer Energía Vital de los prisioneros (se dice que eran hombres y mujeres viles y enfermos, pero se da a entender que algunos de ellos no lo son), así la Sombra se mantendría lejos de él. Desesperado y perdiendo poco a poco su mente, Daniel participó en rituales horribles de tortura y asesinato (algunos de los cuales implican métodos extremos como la Doncella de Hierro y el Toro de Bronce). Después de cada tortura alimentaban a los prisioneros con una bebida que causa amnesia para hacerles olvidar la tortura que les habían infligido, de modo que pudieran ser torturados más veces. De esta manera, se maximiza la cantidad de Energía Vital extraído de cada prisionero. 
Sin embargo Brennenburg se quedó sin prisioneros debido a los rituales, por ello Alexander y sus hombres comenzaron a secuestrar aldeanos y niños con el fin de extraer más Energía Vital y mantener a La Sombra apagada. A pesar de los intentos, pronto se hizo evidente que las salas de sangre no apaciguan al Guardián del orbe. Por ello, Daniel se adentró más cerca de la locura.
Daniel justificó sus acciones con la excusa de mantener el mundo limpio, volviéndose cada vez más insensible al matar a estos "criminales". Pero el acontecimiento que le hizo apartarse de los rituales y de Alexander fue cuando el barón y sus hombres atraparon y secuestraron a una familia que vivía en una granja. El padre había sido asesinado por Alexander, y encerraron a la madre y la hija en las mazmorras. Pero después de la obtención de un martillo y un cincel, la madre se las arregló para hacer a un agujero en la celda. La hija se escapó a través de ella, pero Daniel se enteró. La madre fue asesinada, y Daniel localizó a la niña.
Temiendo que la chica escapara y alertar a los hombres del rey antes de completar el ritual de destierro, Daniel mató a la niña sin piedad en los trasteros. La visión de su cuerpo sin vida afectó su psique. Incluso manipulado por Alexander sabía que la chica no merecía morir y le pidió perdón, lleno de culpa y disgusto por sus propias acciones.
Daniel estaba al borde de la locura, dándose cuenta de lo que estaba haciendo, y lo que había sido de él. Angustiado por los terribles y recientes acontecimientos que habían hecho mella en la mente de Daniel, Alexander se encerró en el Santuario Interior, listo para iniciarse a través de un ritual que le transportará a su "verdadero hogar". Daniel, ahora consciente de que Alexander le hizo asesinar a inocentes todo el tiempo descubrió así que el "ritual de destierro" era farsa para la cual había sido manipulado.
Abrumado por la ira y el odio, Daniel escribió su diario final en el que deseaba que la Sombra le hubiera asesinado antes de llegar al Castillo de Brennenburg, para al menos tener la dignidad de morir como un inocente, una inocencia que había perdido. Juró vengarse de Alexander, pero aun así fue incapaz de hacer frente a la culpabilidad de los rituales de sangre. No soportaba recordar nada de lo que hizo, Daniel tomó una bebida que causa amnesia. Si lo lograba, podría olvidar sus recuerdos y darle una segunda oportunidad. Daniel escribe una nota final destinada a que sea leída cuando olvide sus recuerdos, en ella daba instrucciones al nuevo Daniel para encontrar y matar al barón antes de que la Sombra lo capture, y luego se bebió el brebaje adentrando su atormentada mente en el olvido.

## Historias personalizadas
Es posible crear historias personalizadas para Amnesia que pueden ser cargadas en el juego. Se han lanzado diversas herramientas para el motor HPL Engine 2 que permiten la creación de niveles, modelos, efectos de partículas y materiales personalizados. La lógica de juego se puede implementar mediante el uso del lenguaje de scripting AngelScript.

## Desarrollo
El desarrollo comenzó mientras se terminaba Penumbra: Requiem, con la compañía trabajando en ambos proyectos a la vez. Amnesia fue anunciado por primera vez el 13 de noviembre de 2009 con el lanzamiento de la web y el tráiler del juego. El 5 de febrero de 2010 se anunció que el juego había alcanzado el estado alpha de desarrollo en todas las plataformas. Dos semanas más tarde los desarrolladores lanzaron un nuevo tráiler mostrando la forma de juego, y anunciaron que estaba disponible para su reserva previa. Además anunciaron que el juego estaba en pruebas en las tres plataformas y que se lanzaría simultáneamente para todas ellas en agosto de 2010. Esta fecha fue retrasada más tarde, y el juego salió a la venta el 8 de septiembre de 2010. El 3 de septiembre se publicó la demo del juego para las tres plataformas soportadas.
Frictional prometió que si el juego había obtenido 2000 reservas el 31 de mayo de 2010, se lanzaría con contenido extra. El objetivo se logró a principios de mayo, después de que ofrecieran un descuento disponible para las reservas hasta el 31 de mayo. Esto se hizo debido al éxito de Penumbra: Overture como parte del Humble Indie Bundle. Se anunció que el contenido extra serían comentarios, que estarían disponibles en la sección de comentarios de manera similar al sistema de comentarios de Valve que apareció en la serie Half-Life 2.

## Recepción
Amnesia ha recibido calificaciones positivas en general, con elogios por su atmósfera y elementos de terror, con John Walker de Rock, Paper, Shotgun afirmando "puedo decir con seguridad que Amnesia es el juego más aterrador que jamás se ha hecho." Sin embargo, Frictional Games había expresado su inquietud acerca de las ventas iniciales del juego.
Amnesia es considerado por muchos jugadores y aficionados al Horror de supervivencia como uno de los mejores juegos de terror jamás creados, al nivel de otras franquicias como Silent Hill y Project Zero.